# Вакцина AstraZeneca проти COVID-19
Вакцина AstraZeneca проти COVID-19, також відома як вакцина Oxford–AstraZeneca, AZD1222, ChAdOx1 nCoV-19, ChAdOx1-S, вакцина AstraZeneca-SKBio, як торговельні марки Vaxzevria, CoviShield (Ковішелд)— вакцина проти COVID-19, розроблена Оксфордським університетом та AstraZeneca, яка є вектором на основі модифікованого аденовірусу шимпанзе ChAdOx1 та вводиться внутрішньом'язово.
Дослідження вакцини проводять Інститут Дженнера Оксфордського університету та Оксфордська вакцинна група за співпраці з італійським виробником Advent Srl, розташованого в муніципалітеті Помеція, який випустив першу партію вакцини для клінічних випробувань. Команду дослідників очолюють Сара Гілберт, Адріан Гілл, Ендрю Поллард, Тереза Ламбе, Сенді Дуглас та Кетрін Грін.
30 грудня 2020 року вакцину було схвалено до використання у програмі вакцинації Великої Британії. Перша вакцинація була проведена 4 січня 2021 року.
За ліцензійною угодою з AstraZeneca вакцину виробляють також в Індії (Інститут сироватки крові, під торговою маркою CoviShield) та в Південній Кореї (компанія AstraZeneca-SKBio). Ці дві версії вакцини були схвалені ВООЗ для екстреного використання за програмою COVAX 15 лютого 2021 року..
7 квітня 2021 року Європейське агентство з лікарських засобів визнало утворення тромбів після вакцинації препаратом від AstraZeneca рідкісним побічним ефектом.

## Технологічна платформа
Векторна вакцина AZD1222 є нереплікаційним вірусним вектором на основі аденовіруса мавпи, що містить повну кодувальну послідовність білка шипа SARS-CoV-2 з оптимізованими кодонами разом із лідерною послідовністю тканинного активатора плазміногену (tPA).
Дослідники використовували геном SARS-CoV-2, який був сіквенований в Ухані. Модифікований аденовірус мавпи не може розмножуватися, тому не спричиняє подальшого інфікування, а замість цього діє як вектор для передачі білка шипа SARS-CoV-2.
Білок шипа S1 — це зовнішній білок, який дозволяє коронавірусу типу SARS проникати в клітини через ферментативний домен ACE2. Після вакцинації виробляється цей білок, який сприяє імунній відповіді на коронавірус, якщо коронавірус пізніше інфікує організм.

### Склад
Ослаблений аденовірус (ChAdOx1), що кодує глікопротеїн SARS CoV 2, а також наступні допоміжні речовини:
- L-гістидин
- L-гістидин гідрохлорид моногідрат
- гексагідрат хлориду магнію
- полісорбат 80
- етанол
- сахароза
- хлористий натрій
- динатрію едетат
- вода для ін'єкцій

## Історія

### Розробка 2020 року
У лютому 2020 року Інститут Дженнера домовився про співпрацю з італійською компанією Advent Srl щодо виробництва першої партії кандидата на вакцину для клінічних випробувань.
У березні 2020 року, після того як Фонд Гейтсів закликав Оксфордський університет знайти партнера для випуску вакцини проти COVID-19 на ринок, університет відступив від своїх попередніх зобов'язань передати права на розробку будь-якому виробнику ліків. Крім того, уряд Великої Британії закликав Оксфордський університет працювати з AstraZeneca замість Merck & Co., що розташована в США, через побоювання накопичення вакцин під контролем адміністрації Трампа.
У червні 2020 року Національний інститут алергії та інфекційних захворювань США (NIAID) підтвердив, що третій етап тестування потенційних вакцин, розроблений Оксфордським університетом та AstraZeneca, розпочнеться в липні 2020 року.

### Клінічні дослідження
У липні 2020 року AstraZeneca почала співпрацювати з IQVIA для пришвидшення клінічних випробувань у США.
31 серпня 2020 року AstraZeneca оголосила, що розпочала відбір 30 000 дорослих добровольців для пізнього етапу досліджень, який фінансується США.
8 вересня 2020 року AstraZeneca оголосила про глобальну зупинку випробування вакцини, оскільки досліджувалась можлива побічна реакція в учасника з Великої Британії. 13 вересня AstraZeneca та Оксфордський університет відновили клінічні випробування у Великій Британії після того, як регулятори дійшли висновку, що препарат є безпечним. AstraZeneca критикували щодо безпечності вакцини після побоювань експертів, які відзначають відмову компанії надавати подробиці про серйозні неврологічні захворювання у двох учасників, які отримали експериментальну вакцину у Британії. Хоча дослідження відновилися у Великій Британії, Бразилії, Південній Африці, Японії та Індії, вони залишалися призупиненими в США до 23 жовтня 2020 року, допоки Управління з продовольства і медикаментів США досліджувала хворобу пацієнта, яка спричинила клінічну затримку, згідно з інформацією Секретаря Міністерства охорони здоров'я і соціальних служб США Алекса Азара.
15 жовтня 2020 року доктор Жуан Педру Р. Фейтоса, 28-річний лікар із Ріо-де-Жанейро, Бразилія, який отримав плацебо замість тестової вакцини в клінічному дослідженні AZD1222, помер від ускладнень COVID-19. Бразильський орган охорони здоров'я Anvisa оголосив, що клінічні дослідження триватимуть в Бразилії.

### Результати III фази клінічних випробувань
23 листопада 2020 року Оксфордський університет та AstraZeneca оголосили проміжні результати не припинюваних клінічних досліджень третьої фази. Щодо методів інтерпретації результатів було висловлено критику, оскільки результати поєднували ефективність на рівні 62 % та 90 % від різних груп досліджуваних, яким давали різні дозування, і отримували середній показник 70 %. AstraZeneca заявила, що проведе подальше багатопрофільне випробування з використанням нижчої дози, що призвело до ефективності на рівні 90 %.
Повна публікація цих проміжних результатів чотирьох поточних сліпих рандомізованих контрольованих досліджень 8 грудня 2020 року дала пояснення цим звітам. У групі, яка отримала активну вакцину більш ніж за 21 день до цього, госпіталізацій та важких захворювань не було, на відміну від тих, хто отримував плацебо. Серйозні побічні ефекти були збалансовані між активними та контрольними групами в дослідженнях, тобто активна вакцина не мала проблем з безпекою. Повідомлялося про випадок поперечного мієліту через 14 днів після введення другої дози вакцини, який, можливо, пов'язаний з вакцинацією, причому незалежний неврологічний комітет розглядав найбільш імовірний діагноз ідіопатичний короткий сегмент демієлінізації спинного мозку. Два інших випадки поперечного мієліту, один у групі вакцин, а другий у групі плацебо, були визнані не пов'язаними з вакцинацією.
Подальший аналіз показав ефективність 76 % через 22 дні після першої дози та зростання до 81,3 %, після введення другої дози через 12 тижнів або більше після першої.
27 грудня 2020 року генеральний директор AstraZeneca Паскаль Соріот заявив, що вважає, що дослідники знайшли «формулу виграшу» у вигляді вакцини Оксфорд–AstraZeneca проти COVID-19, шляхом застосування двох доз.
4 січня 2021 року 82-річний Браян Пінкер став першою особою, яка отримала вакцину Оксфорд–AstraZeneca проти COVID-19 поза клінічними випробуваннями.

### Дослідження 2021 року
У лютому 2021 року дослідники повідомили, що працюють над адаптацією вакцини до нових варіантів коронавірусу, очікуючи, що модифікована вакцина буде доступна «через кілька місяців» як «підсилювач». Ключовим питанням для розробників є вивчення можливості мутації E484K вплинути на імунну відповідь і, можливо, на поточну ефективність вакцини. Мутація E484K присутня у південноафриканському (B.1.351) та бразильському (B.1.1.28) варіантах вірусу, з невеликою кількістю випадків мутації, виявлена також при інфікуваннях оригінальним вірусом SARS-CoV-2 та британським варіантом/варіантом Кента (B.1.1.7).
22 березня 2021 року на сайті AstraZeneca було опубліковано проміжні результати клінічного випробування вакцини третьої стадії, яке проводилися в Америці. За цими проміжними результатами вакцина демонструвала ефективність близько 79 %.
Проміжні результати випливали з аналізу даних, які було отримано в дослідженні до 17 лютого 2021 року.
Наступного дня, 23 березня 2021 року Інститут алергічних та інфекційних хвороб США (NIAID) опублікував звернення з цього приводу. Його Рада з моніторингу даних та безпеки (англ. Data and Safety Monitoring Board) висловила занепокоєння публікацією неактуальної інформації (англ. outdated information), що могло дати неповне уявлення про ефективність вакцини. З урахуванням даних, отриманих пізніше (зокрема, у березні), ефективність вакцини мала оцінюватися від 69 % до 74 %.
Директор NIAID прокоментував ситуацію таким чином:
|                      | Дані [випробувань] свідчать, що загалом це добра [вакцина], але прес-реліз подано не зовсім акуратно.Оригінальний текст (англ.) The data really are quite good but when they put it into the press release it wasn’t completely accurate. |
| — Dr. Anthony Fauci, | |

25 березня 2021 AstraZeneca опублікувала уточнювальні дані щодо ефективності вакцини та повідомила про наступне:
- вакцина має 76 % ефективність щодо симптомів COVID-19;
- 100 % ефективність щодо тяжких або критичних випадків та госпіталізації;
- 85 % ефективність щодо симптомів COVID-19 в учасників віком 65 років й більше.

7 квітня 2021 року Європейське агентство лікарських засобів (EMA) повідомило про виявлення зв'язку між утворенням тромбів та вакцинацією вакциною AstraZeneca. Регулятор просить внести це у список «дуже рідкісних побічних ефектів» вакцини та підкреслює, що користь вакцини перевищує ризики, а визнання тромбозів, як побічного ефекту препарату, допоможе медикам швидко помітити проблему. Побічний ефект може розвиватися протягом 2 тижнів після вакцинації. Станом на дату публікації заяви, більшість зареєстрованих випадків сталося серед жінок віком до 60 років. Людям, які вакцинувалися вакциною AstraZeneca, слід негайно звернутися за медичною допомогою, при появі відповідних симптомів.

## Схвалення
27 листопада 2020 року уряд Великої Британії звернувся до Агентства з регулювання лікарських засобів і продуктів для охорони здоров’я з проханням оцінити вакцину AZD1222 для тимчасового постачання, і вона була схвалена до використання 30 грудня 2020 року як друга вакцина, яка надійде для національної програми вакцинації.
Європейське агентство з лікарських засобів отримало заявку на умовний дозвіл на продаж (CMA) для вакцини 12 січня 2021 року. У пресрелізі зазначено, що рекомендація щодо цього може бути видана відомством до 29 січня, тоді як Європейська комісія ухвалила рішення про умовний дозвіл на продаж протягом декількох днів. Угорський регулятор в односторонньому порядку схвалив вакцину замість того, щоб чекати затвердження умовного дозволу на продаж.
29 січня 2021 року Європейське агентство з лікарських засобів рекомендувало надати умовний дозвіл на продаж AZD1222 для осіб віком від 18 років, і рекомендація була прийнята Європейською комісією того ж дня.
Вакцина також була схвалена регуляторними органами Аргентини, Сальвадора, Індії, Мексики, Бангладешу, Домініканської Республіки, Пакистану, Філіппін, Непалу, Бразилії, Шрі-Ланки та Тайваню для екстреного використання у відповідних країнах.
7 лютого 2021 року розповсюдження вакцини в Південній Африці було призупинено. Дослідники з Вітватерсрандського університету під час попереднього аналізу заявили, що вакцина AstraZeneca забезпечує мінімальний захист від легкої або помірної форми інфекції серед молоді. 8 лютого 2021 року BBC повідомляло, що Кетрін О'Браєн, директор з імунізації Всесвітньої організації охорони здоров'я, заявила, що вважає, що «дійсно правдоподібно», що вакцина AstraZeneca може мати «значущий вплив» на південноафриканський варіант вірусу, особливо для запобігання серйозним хворобам та смерті. У тому ж звіті також зазначається, що заступник головного лікаря Англії Джонатан Ван-Там заявив, що дослідження (Witwatersrand) не змінило його думки про те, що вакцина AstraZeneca «швидше за все» вплине на важкі захворювання спричинені південноафриканським варіантом вірусу.
10 лютого 2021 року Південна Корея вперше схвалила вакцину AstraZeneca проти COVID-19, що дозволило застосовувати схему дворазового введення всім дорослим, включаючи людей похилого віку. Однак схвалення супроводжувалося попередженням, що при введенні вакцини особам старшим 65 років необхідно враховувати обмежені дані цієї демографічної групи у клінічних випробуваннях.
10 лютого 2021 року Всесвітня організація охорони здоров'я (ВООЗ) видала тимчасові вказівки та рекомендувала вакцину AstraZeneca для всіх дорослих, її Стратегічна консультативна група експертів також розглянула можливість використання там, де є варіанти вірусу, і дійшла висновку, що нема потреби рекомендувати її.
15 лютого 2021 року Австралійська Адміністрація терапевтичних товарів (TGA) надала попереднє схвалення вакцини AstraZeneca проти COVID-19.
14 червня в країні було дозволено продовження використання вакцини AstraZeneca для людей старше 60 років, уряд скасував попередню заброону.

### В Україні

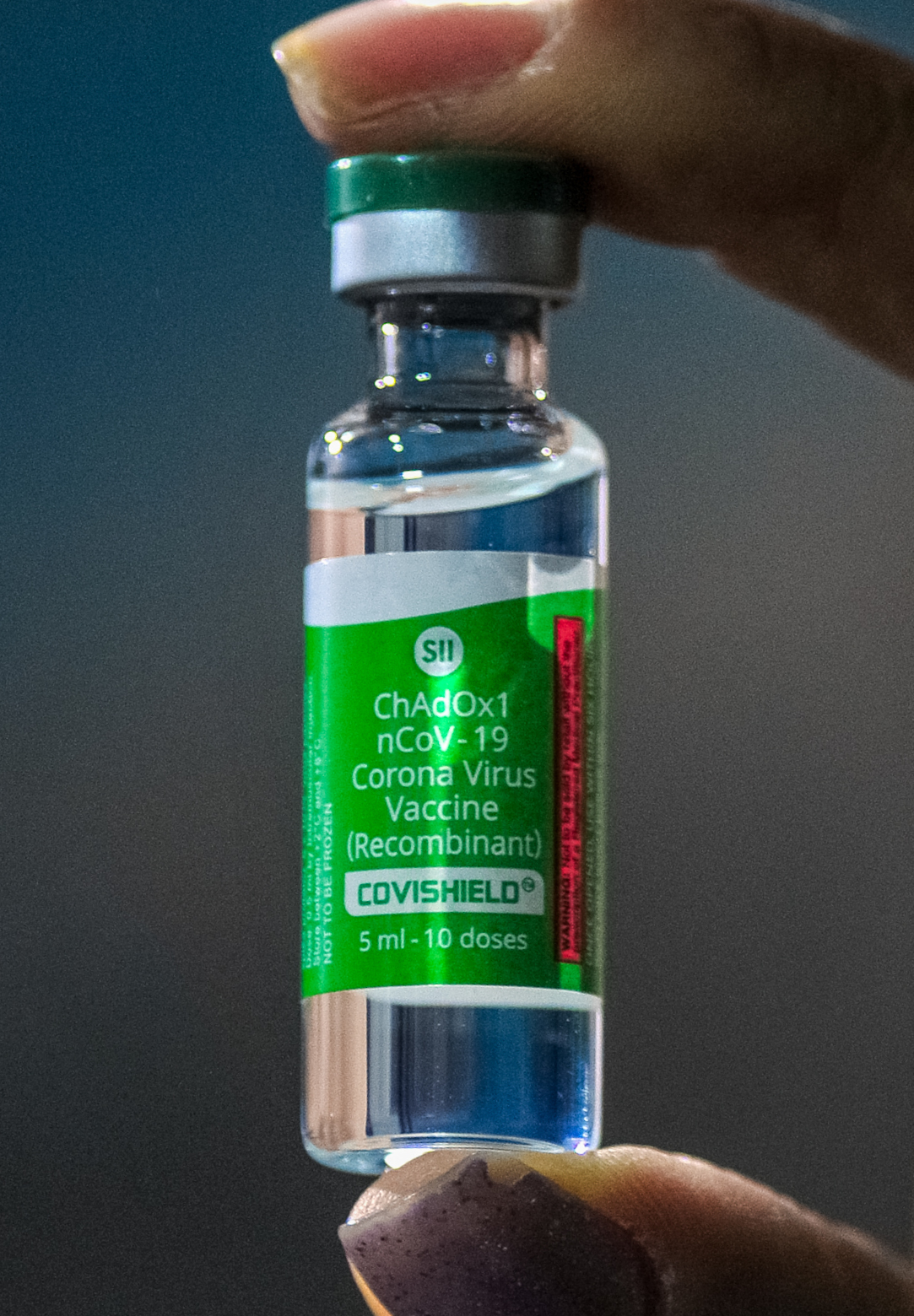
Флакон з вакциною COVISHIELD, що вироблена Інститутом сироватки крові Індії

22 лютого 2021 року в Україні для екстреного застосування схвалена вакцина, розроблена компанією AstraZeneca, що виробляється Інститутом сироватки крові Індії під місцевою назвою Ковішелд.
Вакцина зареєстрована в Україні за заявкою компанії «Грейс оф Год». Компанію-реєстратора визначав виробник — Інститут сироватки крові Індії.
Закупівлю вакцини та її постачання на склади МОЗ в Україні виконувала компанія Crown Agents.
Перша партія вакцини (500 тис. доз) прибула до України 23 лютого 2021 року. Для одного щеплення потрібно дві ін'єкції, тобто, партії має вистачити на 250 тис. щеплень.
Міністр охорони здоров'я України Степанов особисто контролював виправляння першої партії вакцини в Україну, для чого літав до Індії.
24 лютого 2021 року відбулося перше щеплення в Україні. Воно було зроблено лікарю-реаніматологу Черкаської обласної лікарні Горенку Євгену Васильовичу.
25 лютого 2021 року в Україні розпочалася масова вакцинація. На Чернігівщині і Черкащині вакцинування розпочалося ще 24 лютого, коли було вакциновано 80 медиків. Частина медиків відмовилася робити щеплення через вік або стан здоров'я.
2 березня 2021 року Президент України Володимир Зеленський зробив щеплення вакциною AstraZeneca.
Станом на 7 квітня 2021 року після вакцинації від COVID-19 в Україні зафіксували 816 випадків побічних реакцій, 99,1 % з них — несерйозні. У 94,73 % випадків прояви несприятливих подій після імунізації були передбаченими, тобто відповідали наявній інформації в інструкції для медичного застосування. При цьому станом на ту ж дату від початку кампанії від коронавірусу в Україні було щеплено 320 265 людей, двоє отримали другу дозу.

## Виробництво та постачання
- в Європі вакцина виробляється під торговою маркою Vaxzevria
- Індійський інститут сироватки крові виробляє вакцину по ліцензії компанії AstraZeneca під торговельною назвою Ковішелд (англ. CoviShield)[94][105]

Вакцина стабільна при температурі в холодильнику (від 2C° до 8C°) і коштує від 3 до 4 доларів США за дозу. 17 грудня у твіті державного секретаря з питань бюджету Бельгії було зазначено, що Європейський Союз (ЄС) платить 1,78 євро (2,16 долара США) за дозу.
За словами віцепрезидента з питань операцій та інформаційних технологій AstraZeneca Пама Ченга, до кінця 2020 року компанія матиме готових близько 200 мільйонів доз та зможе виробляти від 100 мільйонів до 200 мільйонів доз щомісяця після того, як виробництво буде збільшено.
У червні 2020 року, надаючи 100 мільйонів доз у розпорядженні Національній службі охорони здоров'я Великої Британії, AstraZeneca та Emergent BioSolutions підписали угоду на 87 мільйонів доларів США щодо виробництва вакцини спеціально для американського ринку. Угода була частиною ініціативи адміністрації Трампа в рамках програми Operation Warp Speed щодо розробки та швидкого збільшення виробництва цільових вакцин до кінця 2020 року. Catalent буде відповідати за обробку та процес пакування. Більшість виробничих робіт буде відбуватися у Великій Британії.
4 червня 2020 року установа Всесвітньої організації охорони здоров'я (ВООЗ) COVAX здійснила первинні закупівлі у компанії 300 мільйонів доз для країн з низьким та середнім рівнем доходу. Крім того, AstraZeneca та Інститут сироватки крові Індії (SII) досягли ліцензійної угоди на постачання 1 мільярда доз вакцини Оксфордського університету до країн із середнім та низьким рівнем доходу, включаючи Індію.
13 червня 2020 року AstraZeneca підписала контракт з Альянсом інклюзивних вакцин, групою, сформованою Францією, Німеччиною, Італією та Нідерландами, на постачання до 400 мільйонів доз для всіх країн-членів Європейського Союзу. Однак, Європейська Комісія втрутилася, щоб зупинити офіційну угоду. Вона взяла на себе переговори від імені всього ЄС, підписавши угоду наприкінці серпня.
У серпні 2020 року AstraZeneca погодилася надати США 300 мільйонів доз на суму 1,2 мільярда доларів США, що передбачає витрати в 4 долари США на дозу. Представник AstraZeneca заявив, що фінансування також охоплює розробку та клінічне тестування. Також було досягнуто угоди про передачу технологій урядами Мексики та Аргентини та погоджено виготовлення щонайменше 400 мільйонів доз для розподілу по Латинській Америці. Активні інгредієнти вироблятимуться в Аргентині та відправлятимуться до Мексики для закінчення виробництва та розподілу.
У вересні 2020 року AstraZeneca погодилася надати Канаді 20 мільйонів доз.
29 вересня 2020 року грант Фонду Білла і Мелінди Гейтс дозволив COVAX забезпечити додаткові 100 мільйонів доз вакцин проти COVID-19 або від AstraZeneca, або від Novavax по 3 долари США за дозу.
У жовтні 2020 року Швейцарія підписала угоду з AstraZeneca про попереднє замовлення до 5,3 мільйона доз.
5 листопада 2020 року було підписано тристоронню угоду між урядом Бангладешу, Інститутом сироватки крові Індії та бангладеською фармацевтичною компанією Beximco Pharma. Відповідно до угоди, Бангладеш замовив 30 мільйонів доз вакцини Оксфорд-AstraZeneca з Інституту сироватки крові Індії через Beximco за ціною 4 долари за дозу.
У листопаді 2020 року Таїланд замовив 26 мільйонів доз вакцини в AstraZeneca. Це дозволить вакцинувати 13 мільйонів людей, приблизно 20 % населення, причому перша партія, як очікується, буде доставлений в кінці травня. Міністр охорони здоров’я Таїланду зазначив, що узгоджена ціна становить 5 доларів за дозу; після суперечок, у січні 2021, представництво AstraZeneca у Таїланді пояснило, що ціна, яку платить кожна країна, залежить від собівартості виробництва та відмінностей у ланцюгу постачання, включаючи виробничі потужності, робочу силу та витрати на сировину. У січні 2021 року Кабінет міністрів Таїланду затвердив подальші переговори щодо замовлення ще 35 мільйонів доз, а Управління з продовольства і медикаментів Таїланду затвердило вакцину для екстреного використання на 1 рік. Компанія Siam Bioscience, що належить Вачхіралонгкону, отримає технологічний трансфер і зможе виготовляти до 200 мільйонів доз на рік для експорту до Асоціації держав Південно-Східної Азії.
Також у листопаді Філіппіни погодились придбати 2,6 мільйона доз, що, як повідомляється, вартує близько 700 мільйонів єв (приблизно 5,6 долара США за дозу).
У грудні 2020 року Південна Корея підписала контракт з AstraZeneca на постачання 20 мільйонами доз вакцини, що, як повідомляється, коштує еквівалентно партіям, які будуть постачатися до Таїланду та Філіппін, причому перше виряджання очікується вже в січні 2021 року. Станом на січень 2021 року вакцина перебувала на розгляді у Південнокорейського агентства з контролю та профілактики захворювань. AstraZeneca підписала угоду з південнокорейською компанією SK Bioscience щодо виробництва своїх вакцинних продуктів. Співпраця вимагає від філії SK виготовити AZD1222 для місцевих та світових ринків.
7 січня 2021 року Уряд Південної Африки оголосив, що забезпечив постачання 1 мільйон доз від Інституту сироватки крові Індії, а потім у лютому ще 500 тис. доз.
М'янма підписала контракт з Інститутом сироватки крові Індії на постачання 30 мільйонів доз вакцини у грудні 2020 року. М'янма отримає дози для 15 мільйонів людей з лютого 2021 року.
22 січня 2021 року AstraZeneca оголосила, що у випадку, якщо Європейський Союз затвердить вакцину AstraZeneca проти COVID-19, первинні постачання будуть нижчими, ніж очікувалося через проблеми на виробництві Novasep в Бельгії. Лише 31 мільйон із раніше передбачених 80 мільйонів доз буде доставлено до Європейського Союзу до березня 2021 року. В інтерв'ю італійській газеті La Repubblica, генеральний директор AstraZeneca Паскаль Соріот заявив, що графік доставлення доз в Європейському Союзі затримується на два місяці. Він зазначив про низький вихід з культури клітин на одній великій європейській території. Аналіз, опублікований у Ґардіан, також відзначив низьку продуктивність біореакторів на заводі в Бельгії та відзначено труднощі в налагодженні цієї форми процесу, причому часто спостерігаються змінні продуктивності. Як результат, Європейський Союз наклав контроль на експорт доз вакцин; розгорілася суперечка щодо того, чи дози перенаправляються до Великої Британії, і чи не буде порушено процедуру доставлення до Північної Ірландії.

## Критика
Кілька австралійських вчених вказали, що ця вакцина на їх думку є менш ефективною у порівнянні з іншими. Проте австралійський уряд не відмовився від її закупівлі та реалізації вакцинації населення щодо COVID-19.
У квітні 2021 року Австралія й Філіппіни заявили про обмеження використання вакцини AstraZeneca, натомість Африканський союз відмовився від її закупок.
У березні 2021 року Норвегія обмежила використання вакцини. Представники Міністерства охорони здоров'я країни повідомили згодом, що не мали підстав для відновлення щеплення нею і почали проведення додаткового тестування.